# Mait Carrasco i Pastor
Mait Carrasco i Pastor (Molins de Rey, 1943 - Barcelona, 9 de septiembre de 1997) fue una activista del independentismo catalán.

## Biografía
A pesar de haberse licenciado en Química, se dedicó a la corrección lingüística, primero a Ediciones 62, a Edhasa y después a la Gran Enciclopedia Catalana, a la sección de redacción, corrección y montaje y después a lexicografía, donde fue coautora del Diccionario manual de la lengua catalana.
Carrasco militó en el Partido Socialista de Liberación Nacional Provisional desde el año 1974 y, posteriormente, en Independentistas de los Países Catalanes. Debido a su compromiso sufrió la represión policial de cerca: en diciembre de 1981 fue detenida junto a 23 militantes independentistas de Barcelona, Esplugas de Llobregat, Reus, Manresa y Valencia, a los que se les aplicó la «Ley Antiterrorista». Carrasco y los demás detenidos fueron liberados ocho días después sin cargos (menos Pere Bascompte y Jaume Llussà que ingresaron en prisión). El Mando Único de la Lucha Antiterrorista justificó las detenciones por estar «presuntamente implicados en actividades terroristas». La operación fue una de las primeras relacionadas con la organización Terra Lliure. Se trataba de la mayor operación contra el movimiento independentista hasta ese momento.
En marzo de 1982 volvió a ser detenida y encarcelada durante un mes y medio en la cárcel del barrio de La Trinitat Vella de Barcelona, junto a otros cinco militantes, las hermanas Eva y Blanca Serra, Carles Castellanos, Ramon Pelegrí y Teresa Lecha, todos acusados de «apología de la rebelión» por llevar una pancarta con el lema «Independencia» en una manifestación contra la LOAPA.
Falleció a los 54 años de edad víctima de un cáncer.